# Шафран сітчастий
Шафра́н сітча́стий (Crocus reticulatus) — багаторічна рослина родини півникових. Вид занесений до Червоної книги України в статусі «Неоцінений». Маловідома декоративна культура.
Обидві видові назви, українська та латинська, вказують на характерну ознаку цього виду, а саме: добре помітну сіточку волокон, що вкриває нижню частину бульбоцибулини.

## Опис

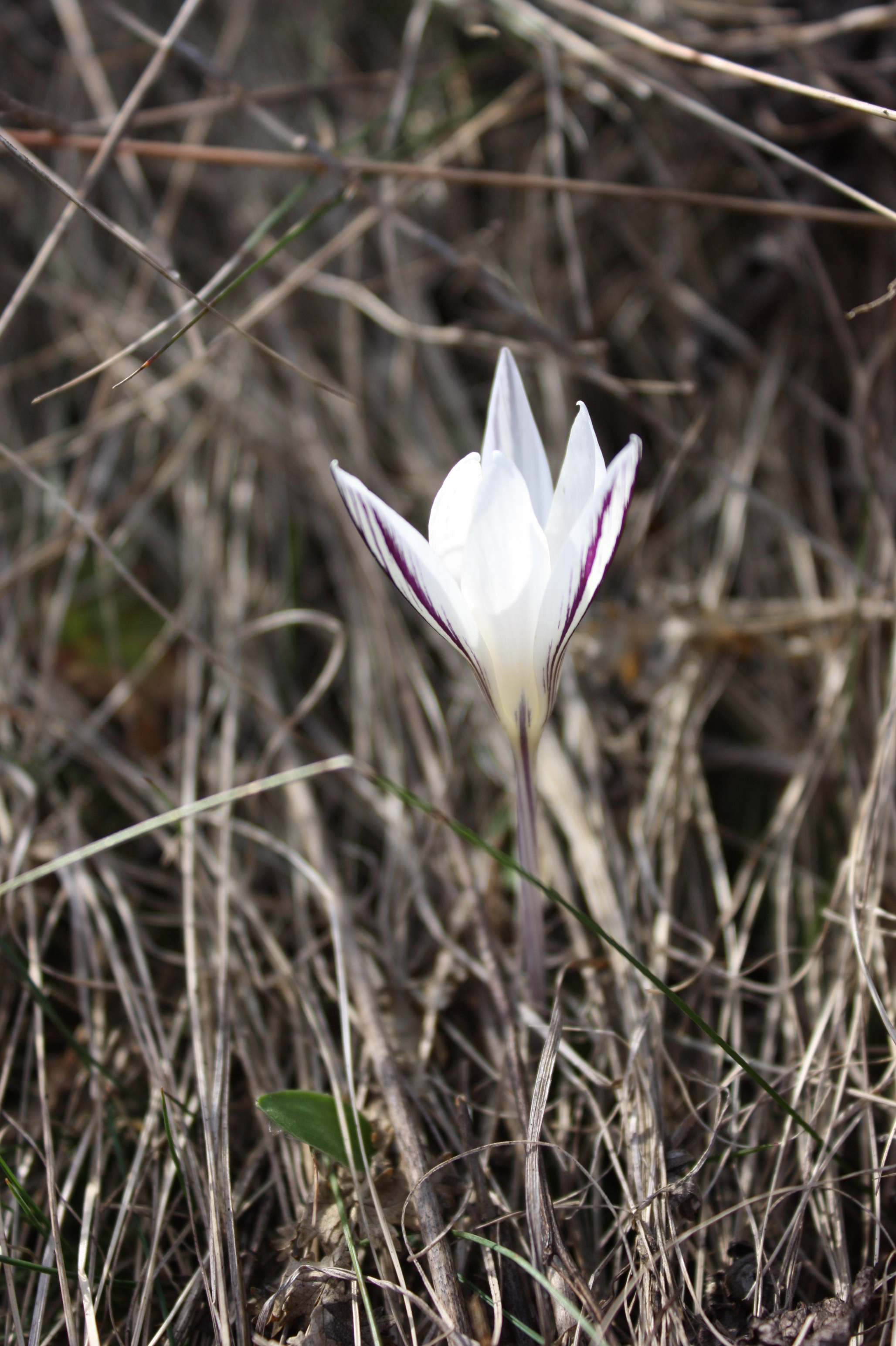
Квітка великим планом

Трав'яниста рослина заввишки 5-30 см. Весняний ефемероїд, геофіт. Бульбоцибулина завширшки до 1,5 см, з коричневими грубосітчасто-волокнистими, нерідко розірваними оболонками; щороку змінюється. Стебло відсутнє. Листків 3-4 штуки, вони вузькі, шилоподібні (завширшки лише 0,5-1 мм), зелені з білою смужкою, з'являються одночасно з квітками і після цвітіння сильно видовжуються.
Покривало складається з 2-3 плівчастих лусок. Квітки поодинокі, запашні, блідо-фіалкові з 3 ніжно-бузковими або фіолетовими смужками на зовнішніх пелюстках. Зрідка трапляються рослини з білими квітками. Оцвітина тричленна, зрослопелюсткова, актиноморфна. Віночок з довгою трубкою та шестилопатевим відгином, у зіві голий. Тичинок 3, вони жовті, з помаранчевими пиляками, які за довжиною дорівнюють тичинковим ниткам. Приймочка жовтогаряча, трилопатева, довша за тичинки. Плід — довгаста коробочка, що лежить на поверхні землі. Насінини коричневі, завширшки 2 мм.
Число хромосом 2n = 12.

## Екологія
Рослина світлолюбна, морозостійка, помірно вологолюбна, але зростає у посушливих місцевостях. Таке пристосування можливе завдяки скороченому періоду вегетації, під час якого шафрани сітчасті встигають використати весняні запаси вологи у ґрунті. Типовими екотопами цього виду є схили степових балок, зарості чагарників, узлісся сосняків, негусті діброви, ялівцеві рідколісся, цілинні степи, рідше — узлісся заплавних лісів. Нерідко шафран сітчастий утворює асоціації з кострицею, але в степах, де зростає астрагал, його популяції нечисленні. На пасовищах популяції перебувають у пригніченому стані, тому тут трапляються лише поодинокі особини.
Розмножується бульбоцибулинами та насінням. Квітне у березні-травні, в теплі роки на півдні ареалу цвітіння може початися наприкінці січня — в лютому. Запилюється перетинчастокрилими комахами. Плодоносить у травні-червні. Насіння розповсюджується мурахами. Його проростання зазвичай відбувається восени того ж року, коли воно достигло, рідше — через рік. Схожість насіння становить 90%. Сіянці здатні квітнути вже у 3-річному віці, проте масове цвітіння наступає у віці 4-6 років. Завдяки вегетативному розмноженню шафран сітчастий здатен утворювати клони.

## Поширення
Шафран сітчастий поширений на Балканах, півночі Італії, в Угорщині, Румунії, Молдові, Болгарії, Малій Азії, на Кавказі, включно з Передкавказзям і західною частиною Закавказзя, у пониззях Дону. На теренах України цей вид зростає по всій лісостеповій і степовій зонах, в Криму. Західна межа розповсюдження проходить через Східне Поділля. Висотний діапазон становить 100–1800 метрів над рівнем моря.

## Значення і статус виду
Хоча українські популяції шафрану сітчастого доволі численні, на їх динаміку негативно впливають весняні пали, випасання худоби, збирання квітів для букетів, оранка та вирубування дібров. Вид охороняється в заповідниках «Єланецький степ», Луганському, Українському степовому, Дніпровсько-Орільскому, а також в національних парках «Святі Гори» і «Гомільшанські ліси» .
За межами України охороняється лише в Росії, де занесений до Червоних книг деяких чорноземних областей і республік Північного Кавказу.
Шафран сітчастий вирощують в садах як декоративну рослину, хоча він менш популярний, ніж інші види цього роду. Висаджують його на клумбах, в альпінаріях, під кронами дерев. Насадження стійкі, часто культурні рослині дають самосів.

## Синоніми
| - Crocus luteus M.Bieb. - Crocus micranthus Boiss. - Crocus reticulatus f. adspersus (Priszter) Priszter - Crocus reticulatus var. albicans Herb. - Crocus reticulatus var. auritextus Herb. - Crocus reticulatus f. confusus Gajic & Oldja - Crocus reticulatus f. estriatus (Priszter) Priszter - Crocus reticulatus var. immaculatus Herb. - Crocus reticulatus f. leptanthus (Priszter) Soó - Crocus reticulatus f. nadae Gajic | - Crocus reticulatus f. pluriflorus (Nyár. & Ravarut) Soó - Crocus reticulatus var. rectilimbus Herb. - Crocus reticulatus var. variegatus (Hoppe & Hornsch.) Herb. - Crocus variegatus Hoppe & Hornsch. - Crocus variegatusf. adspersus Priszter - Crocus variegatus f. estriatus Priszter - Crocus variegatus f. leptanthus Priszter - Crocus variegatus var. micranthus (Boiss.) Maw ex Boiss. - Crocus variegatus f. pluriflorus Nyár. & Ravarut - Crocus vittatus Raf. |